# PLXNB2
PLXNB2‏ (Plexin B2) هوَ بروتين يُشَفر بواسطة جين PLXNB2 في الإنسان.